# Gordon J. Russell
Gordon James Russell (* 22. Dezember 1859 in Huntsville, Alabama; † 14. September 1919 in Kerrville, Texas) war ein US-amerikanischer Jurist und Politiker. Zwischen 1902 und 1910 vertrat er den Bundesstaat Texas im US-Repräsentantenhaus; später wurde er Bundesrichter.

## Werdegang
Gordon Russell besuchte die öffentlichen Schulen seiner Heimat, das Sam Bailey Institute in Griffin (Georgia) und die Crawford High School, ebenfalls in Georgia. Danach studierte er bis 1877 an der University of Georgia in Athens. Zwischenzeitlich unterrichtete er in Dalton als Lehrer. Nach einem anschließenden Jurastudium und seiner 1878 erfolgten Zulassung als Rechtsanwalt begann er in Dalton, in diesem Beruf zu arbeiten. 1879 zog Russell nach Texas. Seit 1884 lebte er im dortigen Van Zandt County. Im Jahr 1890 wurde er für kurze Zeit Bezirksrichter. Von 1892 bis 1896 war Russell Staatsanwalt im siebten Gerichtsbezirk von Texas. Danach war er bis 1902 im gleichen Bezirk als Richter tätig.
Politisch war Russell Mitglied der Demokratischen Partei. Nach dem Tod des Abgeordneten Reese C. De Graffenreid wurde er bei der fälligen Nachwahl für den dritten Sitz von Texas als dessen Nachfolger in das US-Repräsentantenhaus in Washington, D.C. gewählt, wo er am 4. November 1902 sein neues Mandat antrat. Nach vier Wiederwahlen konnte er bis zu seinem Rücktritt am 14. Juni 1910 im Kongress verbleiben. Dieser erfolgte nach seiner Ernennung zum Richter am Bundesbezirksgericht für den östlichen Teil von Texas, wo er die Nachfolge des verstorbenen David Ezekiel Bryant antrat. Dieses Amt bekleidete er bis zu seinem Tod am 14. September 1919; er litt an Tuberkulose.